# Trichosia sinuata
Trichosia sinuata är en tvåvingeart som beskrevs av Menzel och Werner Mohrig 1997. Trichosia sinuata ingår i släktet Trichosia och familjen sorgmyggor. Arten har ej påträffats i Sverige. Inga underarter finns listade i Catalogue of Life.